# Armand Boppart
Armand Boppart (* 7. April 1894; † 9. April 1975 in St. Gallen) war ein Schweizer Wasserballspieler.

## Karriere
Boppart nahm an den Olympischen Spielen 1920 in Antwerpen teil. Hier erreichte er mit der Schweizer Nationalmannschaft den neunten Rang. 1922 war er Gründungsmitglied des Schweizer Schwimmverbands. Später war er Präsident seines Heimatvereins Schwimmclub St. Gallen 1909. 1928 sollte seine zweite olympische Teilnahme folgen, bei den Spielen in Amsterdam kam er aber schliesslich nicht zum Einsatz. Im Jahr 1933 war er Gründungsmitglied der Schweizerischen Lebensrettungs-Gesellschaft, für die er im Anschluss viele Jahre tätig war.
Neben dem Sport arbeitete er bei der Schweizerischen Post – hier war er für Gebäude und Materialien zuständig. Nach seiner Pensionierung betätigte er sich zehn weitere Jahre beim Zivilschutz.